# Akord
Akord (z ital. accordo, souzvuk, souhlas) je označení pro souzvuk tří a více současně znějících různých tónů, uspořádaných podle určitého systému. Příkladem může být stisk současně tří nebo více kláves na klavíru nebo zvuk současně tří nebo více strun na kytaře.
Na základních školách se děti učí zjednodušeně, že akord je souzvuk tří nebo více tónů.

## Typy akordů
Každý akord má své zvláštní jméno a značku. To je odvozeno od tónů, ze kterých se akord skládá, a vzdáleností mezi těmito tóny.
Podle definice je akordem každý souzvuk tří a více tónů řazených podle určitého systému. Vícezvuky s nepravidelnou intervalovou strukturou (nebo náhodné) se nazývají clustery (klastry – shluky) a nelze je řadit k akordům. V hudbě s evropskými kořeny jsou nejpoužívanější akordy založené na terciovém systému (složené z tercií nad sebou). Jinými slovy: akord založený na terciovém systému jsou tytéž tóny jako tóny příslušné stupnice, jen řazeny ob jeden stupeň této stupnice. Jiný systém může být například kvartový, kde jsou jednotlivé tóny v základní formě akordu od sebe vzdáleny vždy o čistou kvartu (výjimečně i o zvětšenou). Jinými slovy: stupnice řazena ob dva stupně příslušné stupnice.
Akordy lze rozdělit do několika skupin podle jejich stavby. Základní dva druhy jsou kvintakord a septakord (názvy jsou odvozeny od intervalu, charakteristického pro daný akord ). Další akordy jsou obvykle chápány jako rozšíření těchto základních akordů o další intervaly (tenze).
Podle počtu tónů v akordu rozeznáváme:
- trojzvuky – kvintakordy (kvintové akordy)
- čtyřzvuky – septakordy (septimové akordy)
- pětizvuky – nónové akordy
- šestizvuky – undecimové akordy
- sedmizvuky – tercdecimové akordy.

## Složení akordů
Způsob vytváření a čtení akordových značek je popsán v samostatném článku Akordová značka.
Seznam běžně používaných akordových značek a jejich význam je obsažen v samostatném článku Seznam akordových značek.

## Kvintakord
O kvintakordech podrobněji pojednává samostatný článek Kvintakord.
Kvintakord je akord tvořený postavením dvou tercií „nad sebe“ počínaje základním tónem akordu – výsledkem je trojzvuk obsahující kromě základního tónu ještě tercii a kvintu.
Podle toho, v jaké kombinaci použijeme při konstrukci kvintakordu malou a velkou tercii, rozlišujeme jeho čtyři základní typy:
- Durový kvintakord
- Mollový kvintakord
- Zvětšený kvintakord
- Zmenšený kvintakord

## Septakord
O septakordech podrobněji pojednává samostatný článek Septakord.
Septakord je tvořen třemi terciemi nad sebou.
Ze čtyř výše uvedených základních kvintakordů lze přidáním další malé nebo velké tercie vytvořit sedm základních druhů septakordů:
1. z durového kvintakordu přidáním velké tercie velký septakord
2. z durového kvintakordu přidáním malé tercie dominantní septakord
3. z mollového kvintakordu přidáním velké tercie velký mollový septakord
4. z mollového kvintakordu přidáním malé tercie malý mollový septakord
5. ze zmenšeného kvintakordu přidáním velké tercie malý zmenšený septakord
6. ze zmenšeného kvintakordu přidáním malé tercie zmenšený septakord
7. ze zvětšeného kvintakordu přidáním malé tercie zvětšený septakord
8. přidáním velké tercie ke zvětšenému kvintakordu vznikne zvětšená septima, která je totožná s oktávou – nemá tedy smysl mluvit o septakordu, jedná se z harmonického hlediska o trojzvuk

Použitím zmenšené nebo zvětšené tercie ve stavbě akordu lze získat i další, tzv. alterované septakordy.

## Obraty akordu
Problematika obratů je samostatně zpracována v článku Obrat akordu.
Přeložením základního tónu o oktávu výše, tedy nad nejvyšší tón akordu, získáme první obrat akordu, přeložení dalšího o oktávu výše získáme druhý obrat akordu atd. Totéž platí i pro ostatní vícezvuky.